# Atractus potschi
Espèce
Atractus potschi est une espèce de serpents de la famille des Dipsadidae.

## Répartition
Cette espèce est endémique du Brésil. Elle se rencontre dans les États du Sergipe, d'Alagoas et de Bahia.

## Étymologie
Cette espèce est nommée en l'honneur de Sergio Potsch de Carvalho e Silva.

## Publication originale
- Fernandes, 1995 : A new species of snake in the genus Atractus (Colubridae: Xenodontinae) from northeastern Brazil. Journal of Herpetology, vol. 29, no 3, p. 416-419.